# クンストゲヴェルベ
ドイツ語のクンストゲヴェルベ (Kunstgewerbe) という言葉は、19世紀から使われ始めた言葉であり、英語ではIndustrial Artともいう。日本語では明治初期から、美術、工術、美術工業、美術工芸、応用美術、工芸、産業工芸など様々に訳されてきたが、人間の日常生活の主として身近において使用される家具から衣類までの日常生活品およびその製造過程を意味する。(天貝義教『応用美術思想導入の歴史』思文閣出版　2010)
同じ意味の言葉として、クンストインデュストリー(Kunstindustrie)という言葉もある。
- 「クンストゲヴェルベ (Kunstgewerbe) の製品は、美 (Schöne) を有用性 (Nützliche) と結び付けなければならない。それは定められた目的を可能な限り完全に満たさなければならないと同時に、その外観を通じて、美術的に満足できる喜びを教養ある目に与えなければならない。」 (Jacob von Falke:Wiener Zeitung, 1860)
- 「産業美術(die gewerbliche Kunst)とは、日常の生活必需品に、三つの美術（絵画、彫刻、建築）を応用したものに他ならない。」 (Rudolf von Eitelberger:Die Gründung der Kunstgewerbeschule des Österreichischen Museums, 1879)